# Díode de pel·lícula prima
El díode de pel·lícula prima (TFD) es refereix generalment a qualsevol díode produït mitjançant la tecnologia de pel·lícula prima.
Dins de la indústria de la pantalla plana, TFD es refereix amb més freqüència a díodes bidireccionals de pel·lícula prima, també coneguts com a TFDs metall-aïllant-metall (MIM) o resistències no lineals. Els TFD MIM bidireccionals tenen un flux de corrent molt baix a tensions aplicades baixes, però després comencen a conduir electricitat per sobre d'un voltatge llindar, de polaritat positiva o negativa. A causa d'aquest comportament, aquests dos dispositius terminals es poden utilitzar com a commutador. La tensió de llindar exacta a la qual un MIM TFD s'encén i comença a conduir l'electricitat depèn de les seves dimensions físiques, com ara el gruix de la capa aïllant, així com de les propietats físiques dels materials dels quals està fet, com ara la funció de treball de cada capa metàl·lica. Els fabricants de pantalles de pantalla plana han trobat ús per als TFD MIM com a interruptors en tecnologia de matriu activa, com ara les pantalles de cristall líquid de matriu activa (AMLCD). Històricament als AMLCD el dispositiu de commutació escollit per als píxels ha estat el transistor de pel·lícula prima (TFT), però les pantalles basades en MIM TFD han tingut cert èxit comercial ja que són més senzilles de fer; només requereixen dos o tres passos de fotolitografia en lloc dels típics 5 o més necessaris per produir transistors de pel·lícula fina.
En resum, els milions d'interruptors allotjats a la part posterior d'una pantalla de matriu activa, siguin TFT o TFD, han de poder controlar de manera precisa i repetida la tensió aplicada al seu píxel respectiu per controlar la seva escala de grisos. Tot i que els díodes de pel·lícula prima són més barats de fabricar que els TFT, pot ser difícil aconseguir una àmplia gamma de colors i escala de grisos mitjançant TFD únics. Tanmateix, aquestes limitacions es poden superar mitjançant un circuit de díode de selecció dual que incorpora dos TFD MIM per circuit de píxel.
Els fabricants d'electrònica de Corea del Sud LG i Samsung han incorporat prèviament MIM TFD a les pantalles dels telèfons mòbils. L'empresa nord-americana Amorphyx Inc. va ser fundada l'any 2012 per comercialitzar la tecnologia MIM-TFD que incorpora materials metàl·lics amorfs.